# 懿德
懿德（1624年九月）是明朝天啟時期民變領袖楊桓及楊從儒的年號，前後共1個月。
天啟四年（1624年）九月阜陽縣民楊桓及楊從儒等人集眾聚黨，自稱「義侯靖王、八天教主」，私建年號「懿德」，勢力散布於南直隸潁州及碭山、河南永城等地。後被族人告發，睢陳兵巡道副使陳應元逮捕民變軍頭目數十人，餘黨解散。

## 西曆紀年對照表
| 懿德 | 元年   |
| ---- | ------ |
| 西元 | 1624年 |
| 干支 | 甲子   |

## 同期存在的其他政權年號
- 中國
  - 天啟（1621年－1627年）：明朝—明熹宗朱由校之年號
  - 瑞應（1621年－1629年）：明朝時期—奢崇明之年號
  - 天命（1616年－1626年）：後金—太祖努爾哈赤之年號
- 越南
  - 永祚（1618年－1629年）：後黎朝—神宗黎維祺之年號
  - 隆泰（1594年－1628年）：莫朝—莫敬寬之年號
- 日本
  - 元和（1615年－1624年）：後水尾天皇之年號
  - 寬永（1624年－1644年）：後水尾天皇、明正天皇、後光明天皇之年號